# Visoka Maala
Visoka Maala (en macédonien Висока Маала) est un village du sud-est de la Macédoine du Nord, situé dans la municipalité de Vasilevo. Le village comptait 497 habitants en 2002.

## Démographie
Lors du recensement de 2002, le village comptait :
- Turcs : 495
- Autres : 2